# Das Blaue und das Weisse Haus

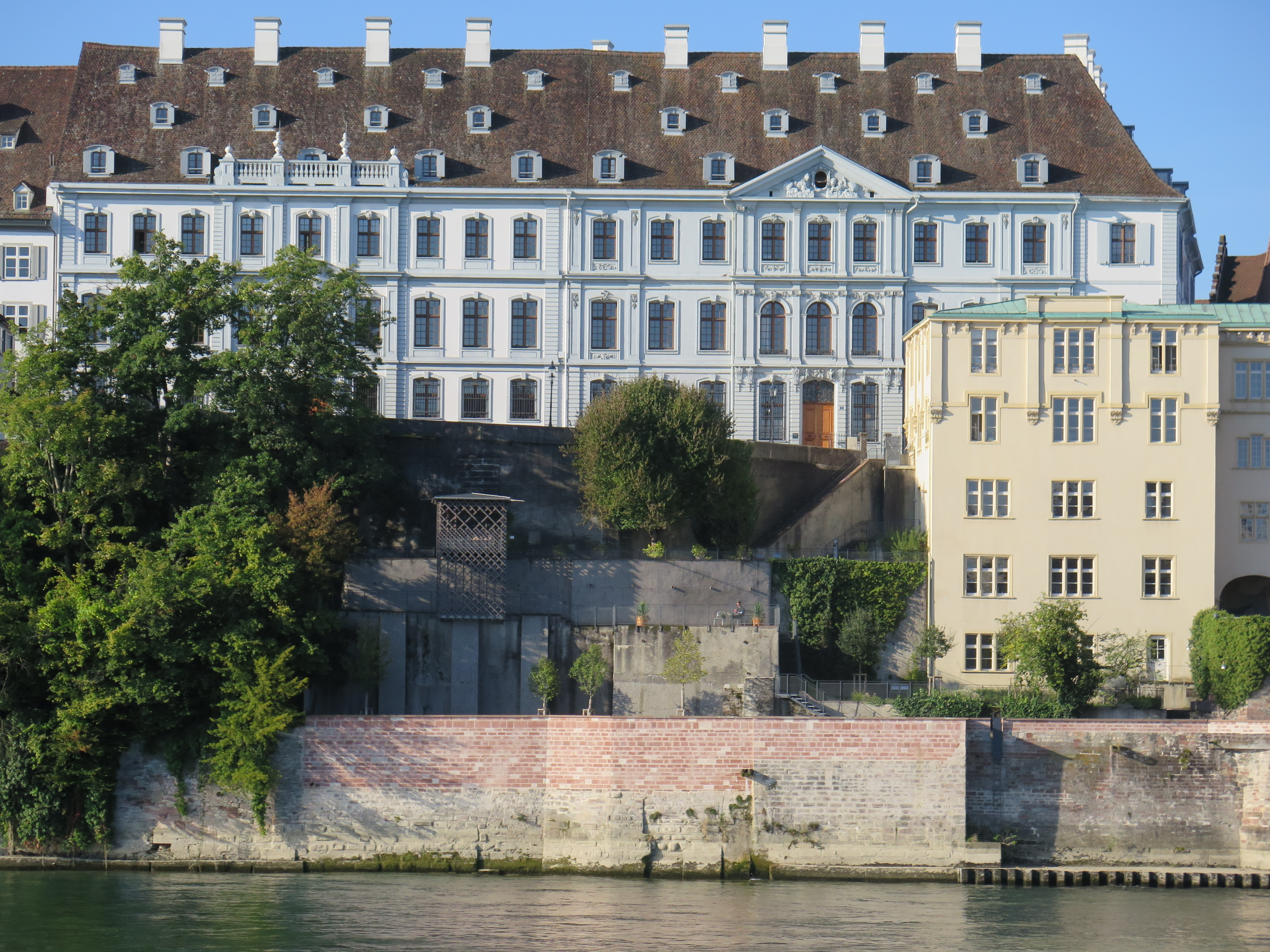
Das Blaue und das Weisse Haus in Basel, Fassade gegen den Rhein

Das Blaue und das Weisse Haus, auch Reichsteiner- und Wendelstörferhof genannt, sind zwei Patrizierhäuser am Rheinsprung 18 und 16 in der Stadt Basel. Beide Gebäude stehen auf der Liste der Kulturgüter von nationaler Bedeutung.
Das Blaue und das Weisse Haus gehören zu den bedeutendsten Zeugen Basler Barockbaukunst. Beide Häuser sind aufeinander abgestimmt, unterscheiden sich aber in der Ausgestaltung der Details. Gebaut wurden sie von 1763 bis ungefähr 1775 durch die Brüder Lukas und Jakob Sarasin und deren Seidenbandfabrik. Die Entwürfe stammen vom Architekt und Baumeister Samuel Werenfels. Das Blaue Haus war im Besitz von Lukas (1730–1802) und das Weisse Haus von seinem Bruder Jakob (1742–1802).
Lukas Sarasin führte während der Bauzeit minutiös Rechnungsbücher mit den Lohnlisten für die Handwerker und den Materialkosten. Auch die am Bau beteiligten Künstler sind aufgeführt: Von Johann Martin Frohweis stammt der Deckenstuck im Blauen Haus, die Kachelöfen von der Fayence-Manufaktur Frisching aus Bern. Gemälde über den Türen, so genannte Supraporten, wurden vor allem von deutschen Malern geliefert.
1942 und 1968 kamen die Gebäude in die Hand der Einwohnergemeinde des Kanton Basel-Stadt. Heute findet man dort Büros der Regierung und der Verwaltung des Kanton Basel-Stadt.

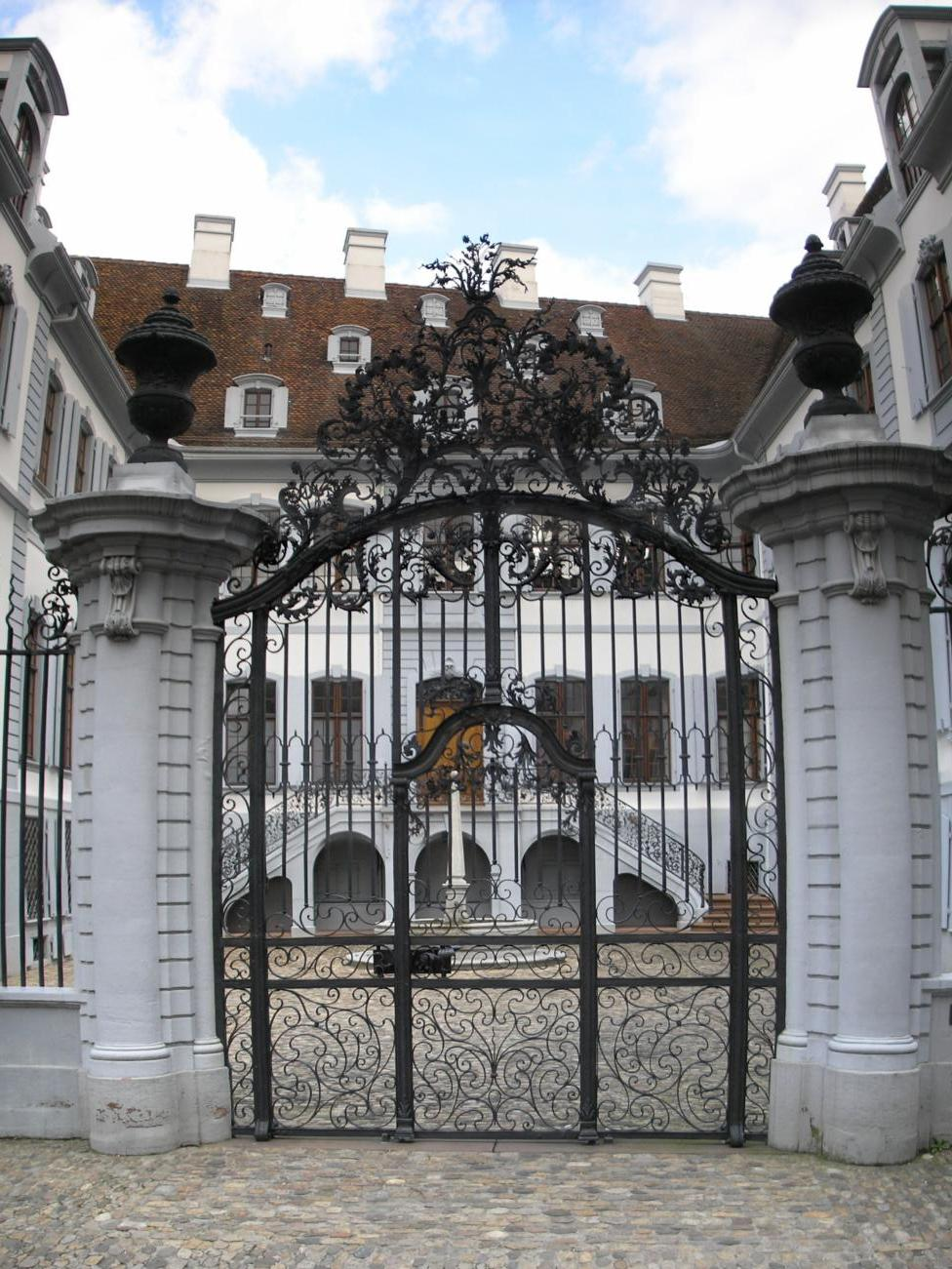
Das Blaue Haus, Rheinsprung 18

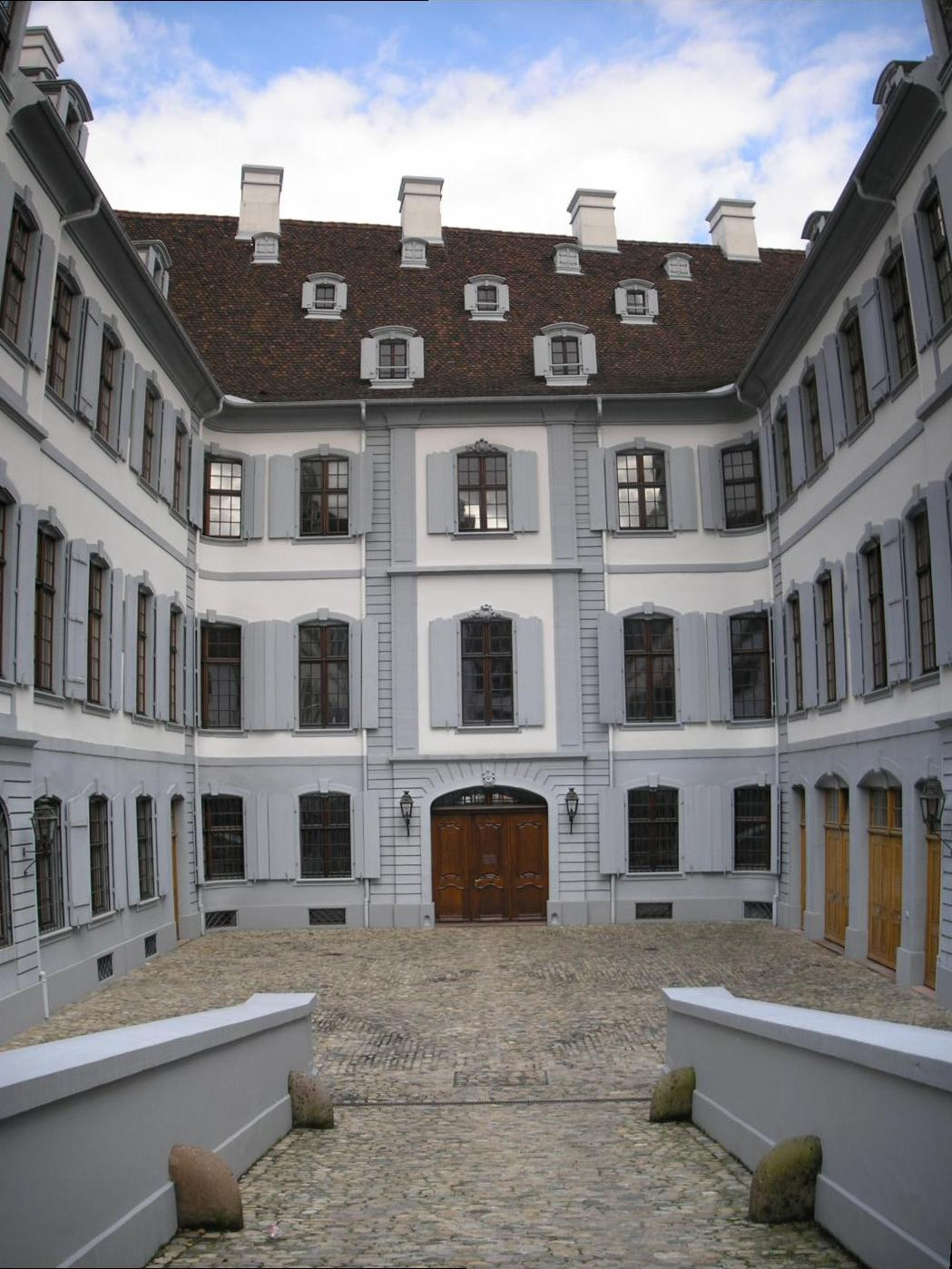
Das Weisse Haus, Rheinsprung 16

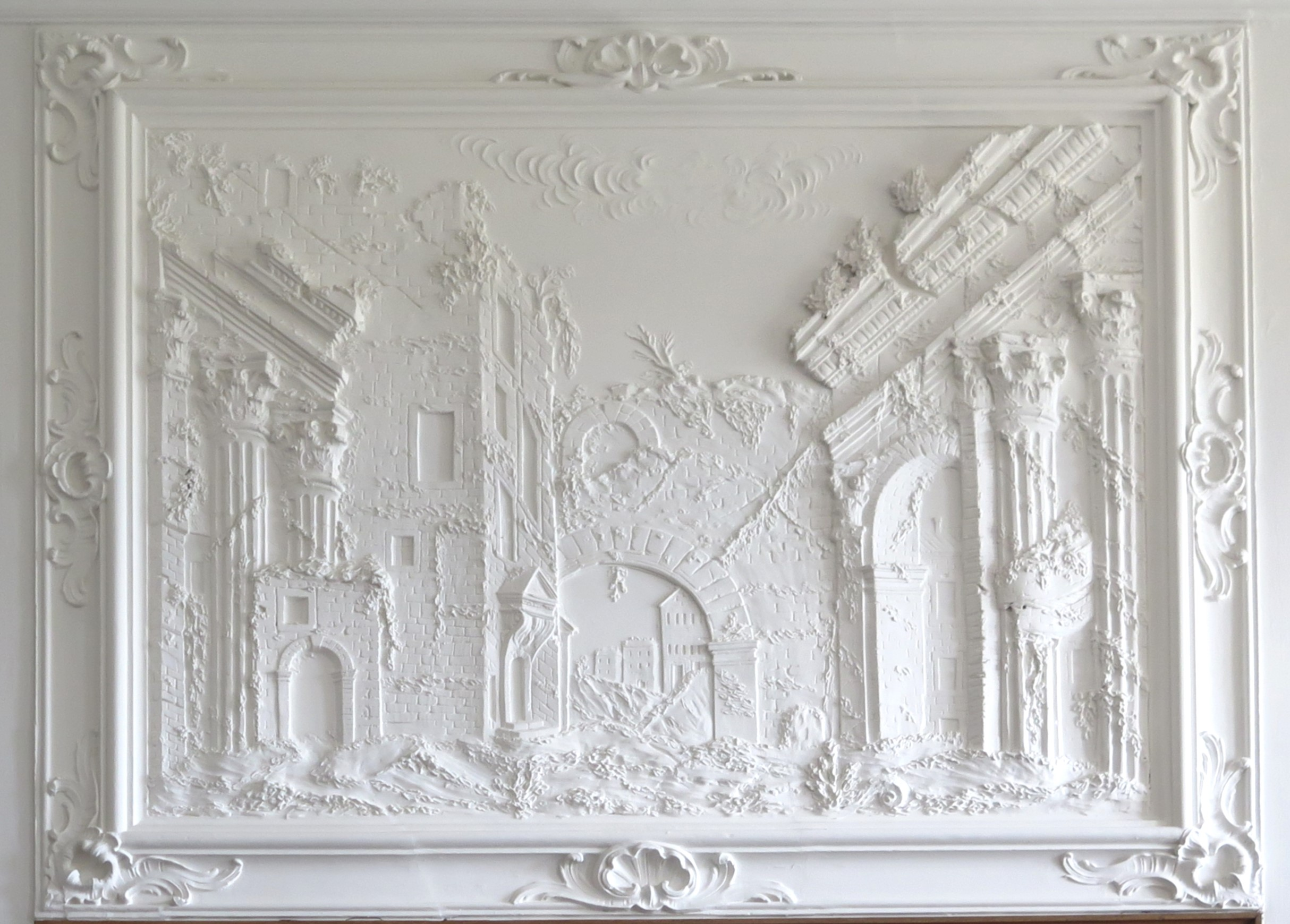
Blaues Haus: Stuck-Supraporte mit Vedute von Piranesi
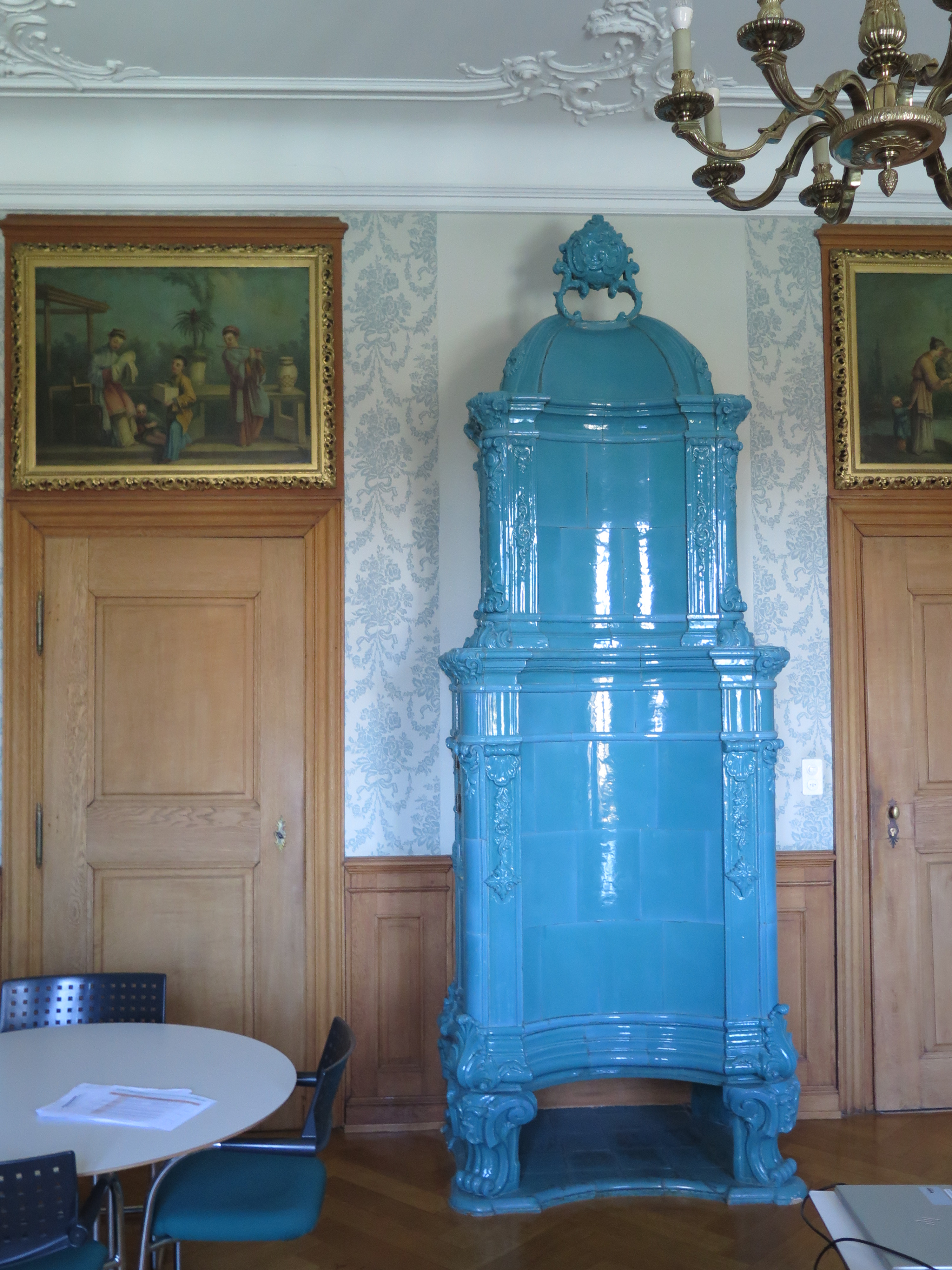
Blaues Haus: Fayenceofen der Manufaktur Frisching
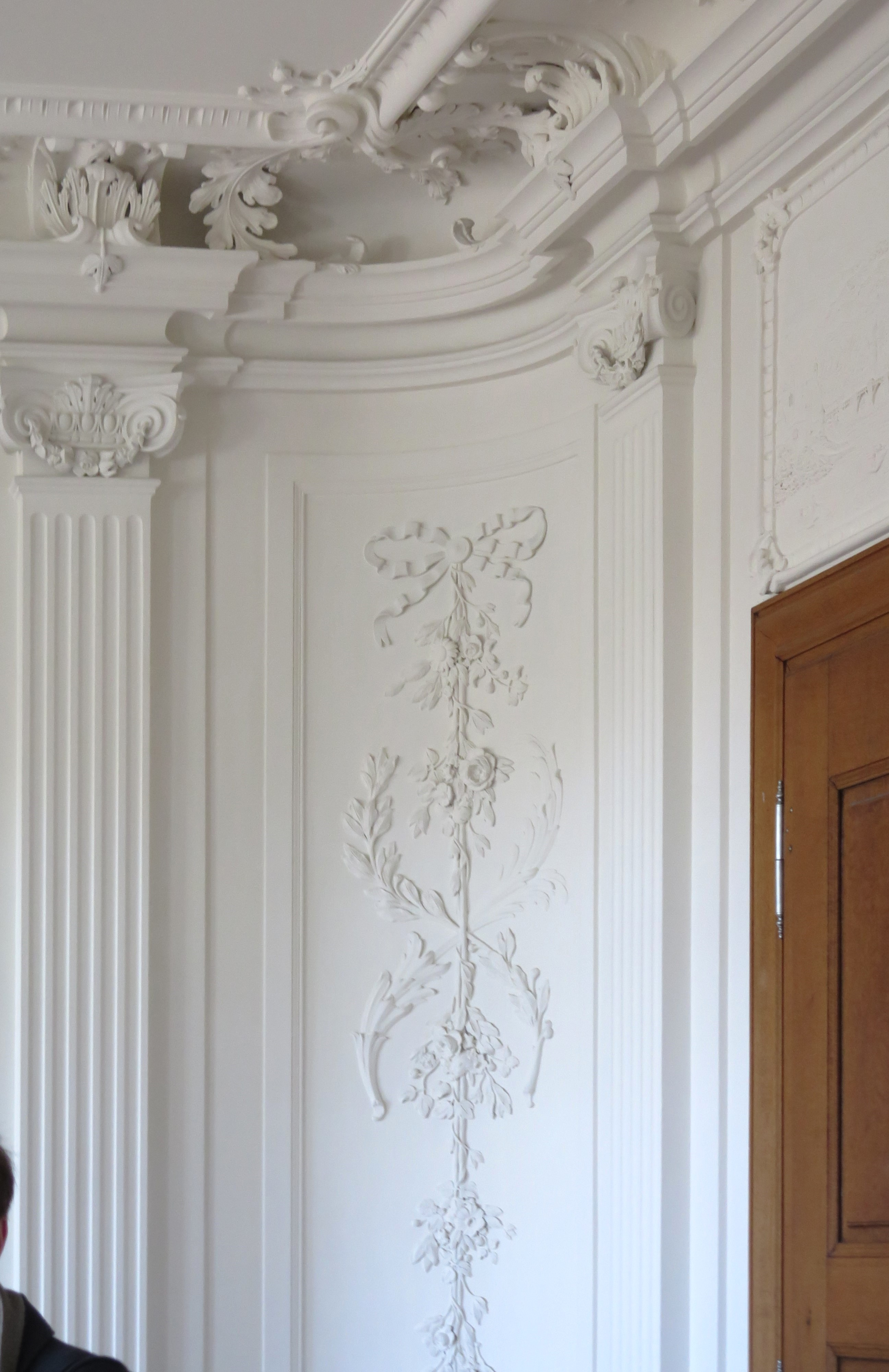
Weisses Haus: Stuck im Literaten-zimmer
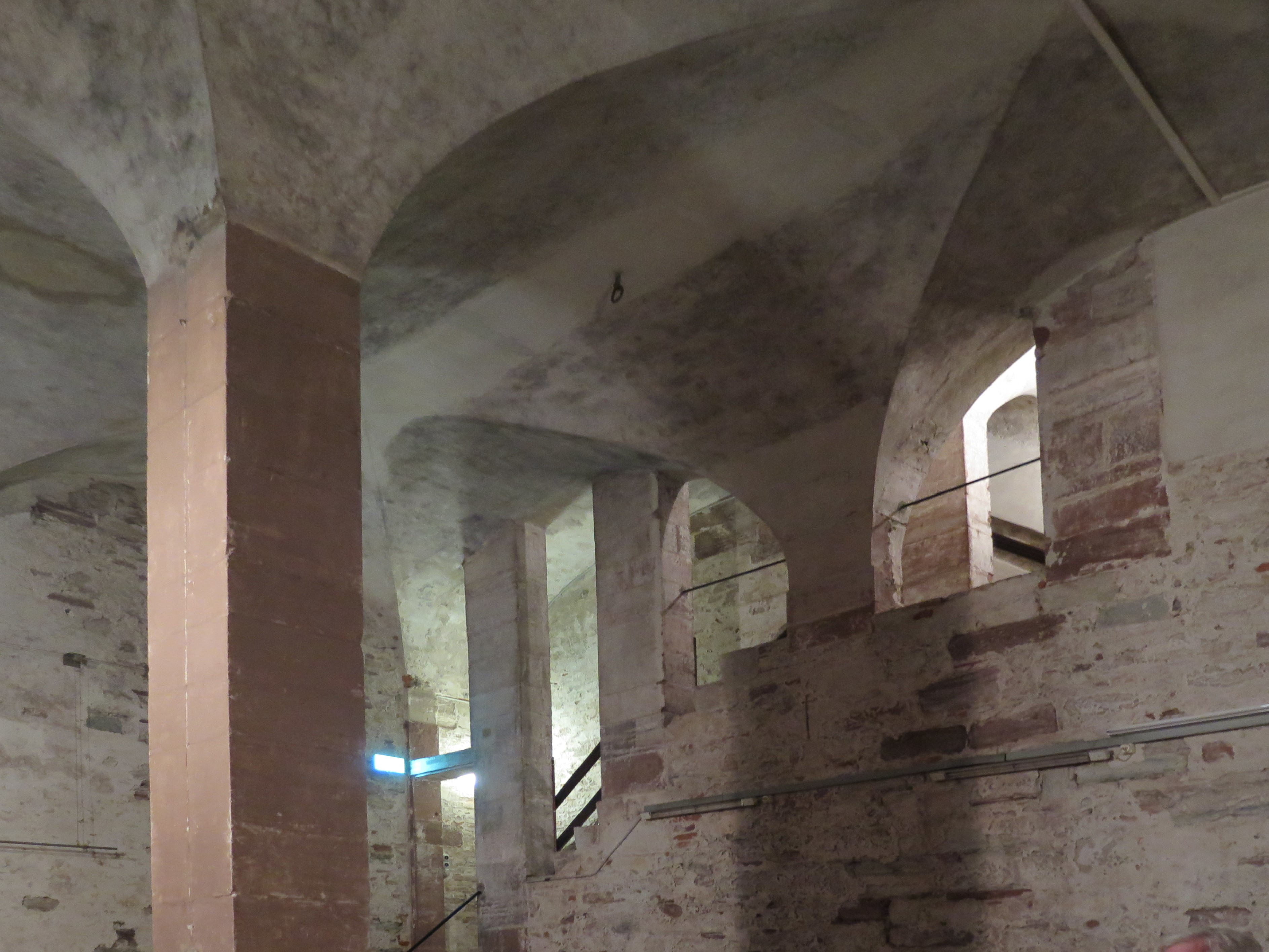
Blaues Haus: Keller

## Weblink
- Basel-Stadt: Bau- und Verkehrsdepartement, Denkmalpflege: https://web.archive.org/web/20120312023033/http://www.denkmalpflege.bs.ch/aktuelles/beispiele/rheinsprung_16-18/weisses_und_blaues_haus.html

## Fussnote
1. 1 2 3  Denkmalpflege Basel-Stadt

Koordinaten: 47° 33′ 30″ N, 7° 35′ 22,2″ O; CH1903: 611357 / 267524